# Connellsville
Connellsville is een plaats (city) in de Amerikaanse staat Pennsylvania, en valt bestuurlijk gezien onder Fayette County.

## Demografie
Bij de volkstelling in 2000 werd het aantal inwoners vastgesteld op 9146. In 2006 is het aantal inwoners door het United States Census Bureau geschat op 8592, een daling van 554 (-6,1%).

## Geografie
Volgens het United States Census Bureau beslaat de plaats een oppervlakte van 6,1 km², waarvan 5,8 km² land en 0,3 km² water. Connellsville ligt op ongeveer 293 m boven zeeniveau.

## Plaatsen in de nabije omgeving
De onderstaande figuur toont nabijgelegen plaatsen in een straal van 12 km rond Connellsville.

## Geboren
- Herbert Morrison (1905-1989), radioverslaggever
- John Woodruff (1915-2007), atleet